# Hemilepistoides messerianus
Hemilepistoides messerianus är en kräftdjursart som beskrevs av Borutzkii 1945. Hemilepistoides messerianus ingår i släktet Hemilepistoides och familjen Trachelipodidae. Inga underarter finns listade i Catalogue of Life.